# Copacabana (Boliwia)
Copacabana – miasto w Boliwii, w departamencie La Paz, w prowincji Manco Kapac.